# Венесуельсько-гаянські відносини
Венесуельсько-гаянські стосунки — двосторонні відносини між Венесуелою і Гаяною. Дипломатичні відносини було встановлено 1966 року. Протяжність державного кордону між країнами становить 789 км.

## Історія
Відносини між Гаяною і Венесуелою затьмарені тривалою територіальною суперечкою. Вимога Венесуели включити в свій склад багату природними копалинами більшу частину території (5/8) Гаяни датується початком XIX століття. Суперечка розглядалась міжнародним арбітражним судом 1899-го, за підсумком розгляду справи було винесено рішення залишити цю частину території Британській Гвіані. 1962 року уряд Венесуели зробив заяву, що воно більше не буде дотримуватися виконання рішення арбітражного суду 1899 року.
17 лютого 1966-го представники Великої Британії, Гаяни та Венесуели підписали угоду в Женеві, згідно з яким комісія, що складалася з двох гаянців і двох венесуельців, повинна була провести кордон між країнами. Комісія не змогла досягти угоди, але обидві країни домовилися вирішити свій спір мирним шляхом. Однак відносини залишалися напруженими. У лютому 1967 року Венесуела наклала вето на прохання Гаяни увійти до складу Організації американських держав (ОАД).
Уряд Венесуели також спробував саботувати плани гаянців з розвитку суперечливого регіону: з венесуельської підтримкою частина індіанського населення підняло повстання у південній частині Гаяна-Ессекібо. 2 січня 1969-го повстанці зробили несподівану атаку на гаянський поліцейський форпост і кілька співробітників було вбито. Уряд Гаяни завдав удару по повстанцях з використанням поліцейських і військових сил. Уряд Венесуели визнав, що деякі з бойовиків пройшли підготовку в їх країні і що вона і надалі надаватиме притулок для повстанців. Гаяна подала протест на дії Венесуели до ООН.
Після цих подій Венесуела опинилася в дипломатичній ізоляції і не може навіть заручитися підтримкою своїх сусідів по Латинській Америці.
1970 року міжнародний тиск на Венесуелу призвів до підписання мирної угоди, Гаяна і Венесуела домовилися накласти дванадцятирічний мораторій на цей спір. Договір міг автоматично продовжуватися, якщо жодна з країн не заявила про свої наміри переглянути його положення.
1981 року президент Венесуели Луїс Еррера Кампінс оголосив, що Венесуела не буде продовжувати дію договору, після чого відносини знову загострилися. Уряд Гаяни звинувачував Венесуелу в зосередженні військ у районі спільного кордону з метою вторгнутися до їх країни. Уряд Венесуели спростував це звинувачення, заявивши, що її війська просто брали участь у регулярних навчаннях.
Подальші події у вигляді аргентинського вторгнення на Фолклендські острови 1982 року і вторгнення США до Гренади були піддані різкій критиці з боку Гаяни, яка побоювалася, що цим прикладам піде Венесуела, щоб вирішити свої територіальні питання силою.
В кінці 1980-х років відносини між країнами покращилися, а 1990-го Венесуела підтримала вступ Гаяни до ОАД. Хоча територіальне питання і досі не вирішене, для Гаяни минула безпосередня загроза венесуельського вторгнення.
2013 року військово-морські сили Венесуели захопили геологорозвідувальне судно, яке проводило роботи в спірній виключній економічній зоні, на яку заявили права як Венесуела, так і Гаяна.

## Див. також
- Гаянсько-суринамські стосунки
- Міжнародні відносини
- Венесуельсько-гаянський територіальний конфлікт